# طوق (میانه)
طوق یا در اصل تاوا یکی از روستاهای استان آذربایجان شرقی است که در دهستان کله بوز شرقی بخش مرکزی شهرستان میانه واقع شده است.
" تاوا " بزرگترین و پرجمعیت ترین روستای بخش مرکزی شهرستان میانه میباشد که فرهنگ و فولکلوریک خاص خود را دارد و صاحب موقعیت جغرافیایی ویژه از لحاظ نزدیکی به آزادراه تبریز-تهران ، عبور جاده میانه-میاندوآب
از جنوب روستا و نیز جاری بودن رودخانه معروف "آیدوغموش" در سمت پایین ده و همچنین وجود کوهها
چشمه ها و باغات گوناگون است
به علاوه، این روستا زادگاه دو چهره ملی و سیاستمدار
(نماینده پارلمان) نیز میباشد